# Blepharella vasta
Blepharella vasta là một loài ruồi trong họ Tachinidae.